# Aula

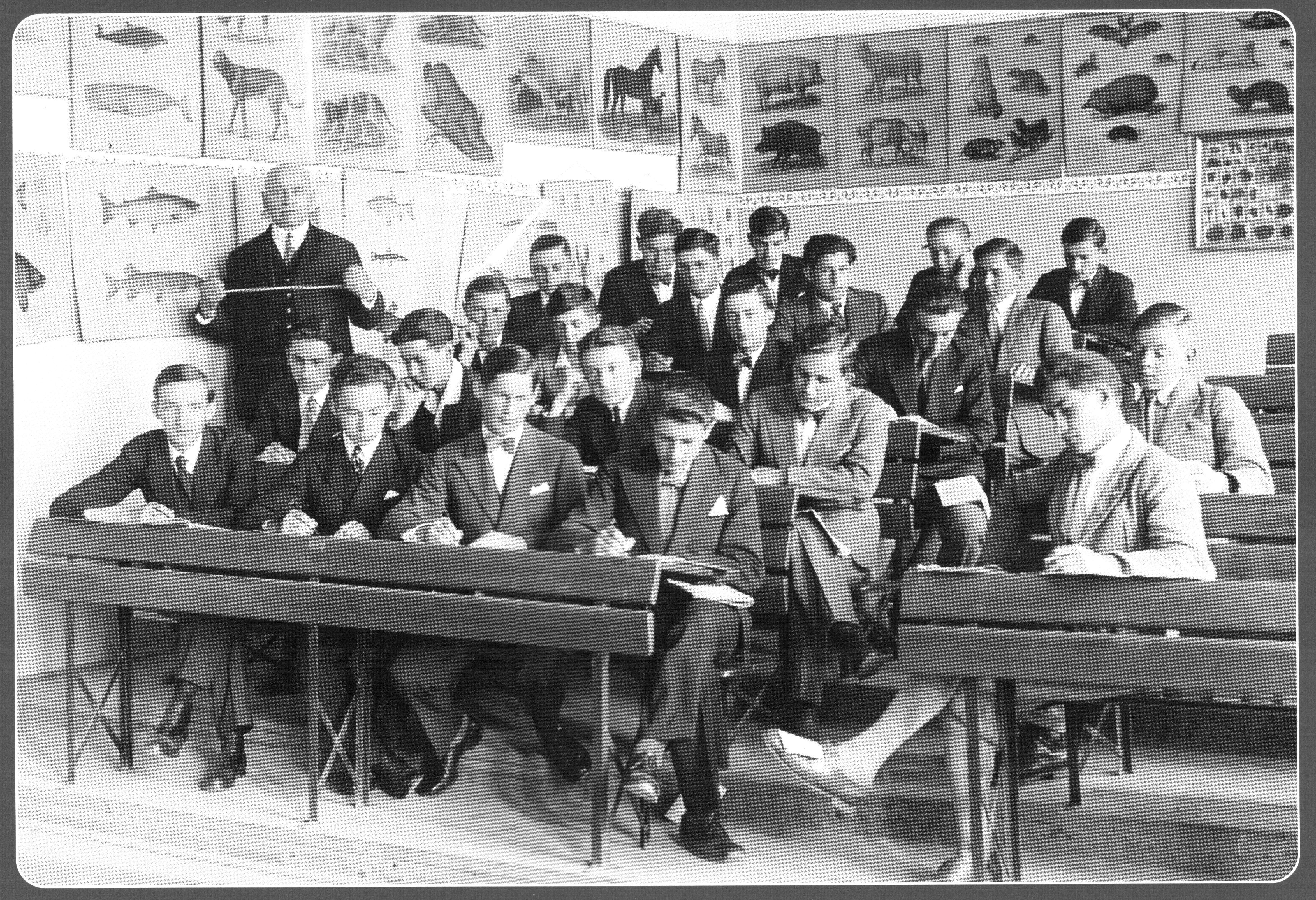
uma turma de alunos durante uma aula

A aula é o horário de estudo de uma turma na escola e/ou instituição acadêmica, em que se pretende estabelecer um processo de aprendizagem. Pode ocorrer dentro ou fora de escolas e academias, como em aulas de ginástica, música, culinária, teleaulas (como filmes), aulas particulares, entre outras.
Do lat. aula, gr. aulé, palácio, sala onde se recebem lições, classe, lição. Antigamente, seriam os locais para onde os discípulos eram conduzidos para que recebessem o conhecimento. Popularmente a palavra ‘’’aula’’’ pode ser usada para referir diversos objetos: o local que contém os meios (livros, mesas, quadro-de-giz, e outros) e pessoas (alunos e professores) necessários à realização da aula; o período estabelecido em que aluno e professor dedicam-se ao processo ensino-aprendizagem na escola; o momento em que dedica-se à aquisição de algum conhecimento, ou simplesmente a execução de alguma tarefa coordenada (Ex: uma aula de ginástica aeróbica em uma academia).
Em uma aula tradicional sempre foi considerado necessário a existência de ao menos dois personagens: o professor, que detém o conhecimento e representa o ensino, e o aluno, representando o aprendizado. Contudo, modernamente, com o desenvolvimento da tecnologia, constata-se que uma aula pode ocorrer sem a presença de um professor, utilizando-se novas formas e instrumentos para se adquirir conhecimento de forma sistemática, como as teleaulas, os cursos por correspondência ou online, cursos em apostilas, entre outros, possibilitando a um aluno autodidata escolher um horário personalizado para a sua aula, realizando-a no seu ritmo pessoal de assimilação, e conforme o seu interesse particular por um assunto.
Em torno de uma aula existem vários conceitos. A elaboração, o planejamento curricular, o conteúdo, os objetivos, a avaliação, a metodologias de ensino, as tecnologias educacionais, a estrutura: início-meio-fim, entre outros.
Elaborar uma aula é tarefa de muita complexidade, geralmente realizada por um professor, com formação superior em Educação e Licenciatura. Uma aula pode estar isolada ou incluída em um planejamento curricular maior. A estrutura de uma aula apresenta começo-meio-fim, sendo o conteúdo da aula distribuído nessa sequência lógica. As metodologias de ensino variam de acordo com o professor, portanto o mesmo conteúdo pode ser desenvolvido de formas diferentes em aulas da mesma temática.
Dependendo da metodologia de ensino, uma aula poderá ser essencialmente teórica, prática, ou teórico-pratica.
A aula teórica é uma maneira de ensinar, utilizando apenas o conceito daquele determinado assunto.

## Estrutura de uma aula
Existem diversas formatos para elaboração de uma aula. Nas escolas provavelmente são mais populares os métodos mais clássicos, provavelmente adquiridos na formação superior do professor, algumas vezes demasiado ortodoxa e que não incentiva a exploração de alternativas inovadoras. Para a elaboração de uma aula o professor realiza um planejamento onde devem ser considerados os mais diversos aspectos possíveis como o volume de informações que se pretende apresentar, a adequação ao público-alvo, o tempo e o local disponível.

### Motivação ou introdução
Constitui-se no momento em que o professor pretende situar os alunos no conteúdo a ser explorado no desenvolvimento da aula. Pode-se, por exemplo, revisar as últimas atualizações referente ao conteúdo principal, ou criar uma situação problemática propondo-se a resolvê-la no decorrer da aula, instigando e motivando os alunos.

### Desenvolvimento
Esta etapa é considerada a aula propriamente dita. O Professor segue a apresentação dos tópicos, em uma sequência lógica do assunto, e considerando os objetivos da aula. Diversos recursos podem ser utilizados, gráficos, estatísticas, evidências científicas, imagens, entre outros. O conteúdo deve ser preparado respeitando-se a capacidade dos alunos, pois cada ser humano tem o seu tempo para aprender e passar para o nível seguinte. O conteúdo principal ocupa a maior parte do tempo da aula.

### Fim ou conclusão
É um momento onde são analisados os objetivos em relação ao que foi apresentado no desenvolvimento. É o espaço para mais ponderações, discussões, e colocação de opiniões.